# Allobates paleci
Allobates paleci — вид жаб родини Aromobatidae. Описаний у 2022 році.

## Назва
Видова назва paleci походить від назви «палекі» — самоназви зникаючого народу апіка, власне його частини, що мешкає у середній течії річки Телес-Пірес.

## Поширення
Ендемік Бразилії. Відомий лише у типовому місцезнаходженні — на правому березі річки Телес-Пірес у муніципалітеті Жакареаканга на півдні штату Пара. Зареєстрований лише в густих омброфільних лісах.

## Опис
Вид можна відрізнити від інших видів роду за такою комбінацією ознак: малі розміри (самці 13,4–16,2 мм, самиці 16,07 мм); спинна поверхня стегон світло-коричнева без темно-коричневих поперечних смуг, живіт бездоганно жовтуватий; спинка світло-коричнева з темно-коричневою відміткою форми пісочного годинника від міжочного рівня до уростильної області; гулярна ділянка самців жовтувата за життя, без явних меланофорів; переривчаста темна бічна смуга, помітніша спереду.